# Plantago malato-belizii
Plantago malato-belizii — вид рослин з родини подорожникові (Plantaginaceae), ендемік Мадейри.

## Поширення
Ендемік Мадейри (о. Мадейра, центральний гірський масив).
Зростає у ярах і на терасах з накопиченнями ґрунтів і у високогірних районах, вище 1500 метрів н. р. м. Популяції невеликі й розсіяні, мабуть, понад 1000 зрілих людей і стабільна тенденція.

## Загрози та охорона
Головною загрозою є деградація місць проживання через вторгнення екзотичних видів. Затоптування, рекреаційна діяльність, пожежі та природні чинники, такі як посуха та зсуви, впливають на вид.
Plantago malato-belizii наведено в Додатку II Директиви про середовища існування та в додатку I Конвенції про охорону європейської дикої природи та природних середовищ існування (Бернська конвенція).